# Tonfa

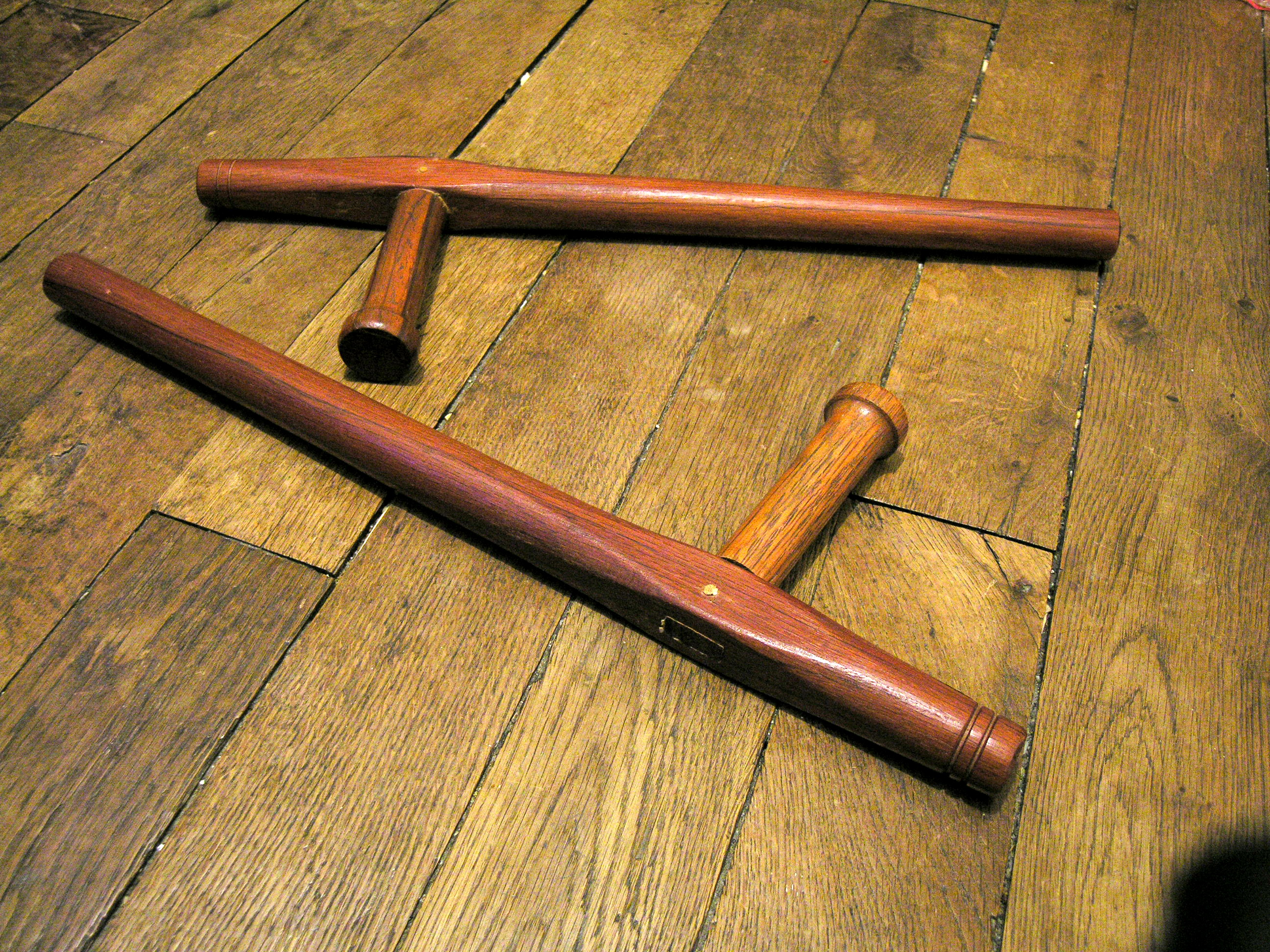
Paire de tonfas d'Okinawa

Le tonfa (ryūkyū トンファー, Tonfā) est une arme en bois ou en polymère, selon qu'elle est utilisée dans un art martial ou par la police. Elle se compose d'une matraque avec une poignée latérale perpendiculaire, située environ au quart de la longueur.

## Le tonfa en art martial

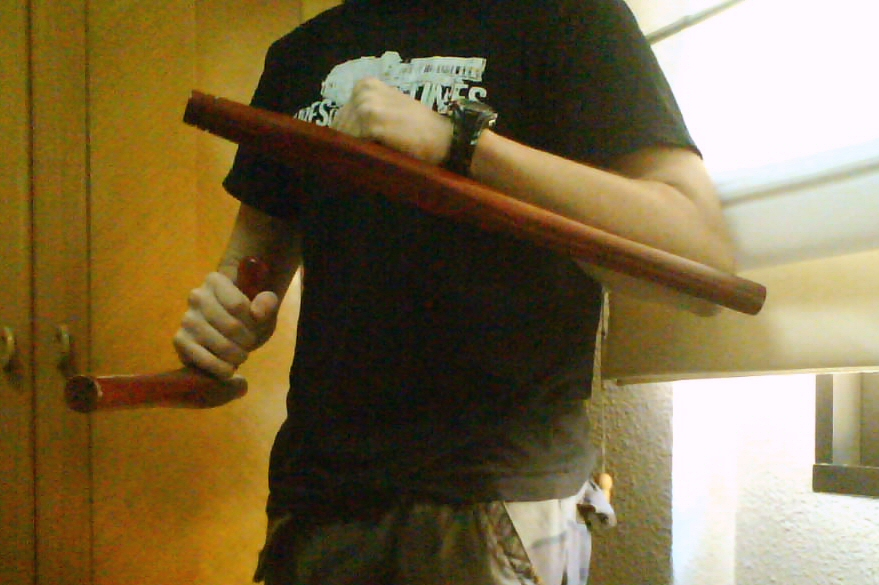
Utilisation d'une paire de tonfas

Il est populaire dans le sud de la Chine et en Asie du Sud-Est, et, selon les versions compte comme l'une des 18 armes chinoises du wushu (en). Mais l'histoire moderne du tonfa (appelé aussi tuifa ou tongwa dans les arts martiaux) est intimement liée à celle de l'île d'Okinawa, située au sud de l'archipel japonais. 
En 1409, le roi Shō Hashi unifie les trois royaumes d'Okinawa au sein du royaume de Ryūkyū et interdit la possession et l'usage des armes aux paysans et autres civils, par crainte des révoltes populaires. Deux cents ans plus tard, soit en 1609, les armes ont à nouveau été confisquées par le régime. Cette interdiction a contraint les habitants à développer un mode de combat afin de pouvoir repousser les envahisseurs « à mains nues » ; ainsi naquit l'Okinawa-te (« main d'Okinawa »), l'ancêtre du karaté (kara-te, « main vide »).
Mais aussi l'ingéniosité des paysans sut détourner les outils agricoles de leurs fonctions pour en faire des armes d'une redoutable efficacité. Ainsi, le tonfa était à la base une poignée de meule à grains. Avec le saï, utilisant la tête en métal de la fourche, ou le nunchaku, utilisant le fléau, le tonfa est classé parmi les armes du Ryūkyū kobujustu.
Après l'annexion du royaume de Ryūkyū par le Japon en 1879, qui en fait la préfecture d'Okinawa, le territoire de l'ancien royaume Ryūkyū  demeure le territoire principal d'expression du tonfa.
Tel qu'il se pratique de nos jours dans les dôjô de kobudo, le tonfa est en bois rouge de section ronde ou carrée. Il est muni d'une poignée latérale au tiers de sa longueur et mesure 50 centimètres.
Pour obtenir une bonne maîtrise technique et une certaine dextérité, sa pratique demande beaucoup de souplesse, de force et d'agilité dans les doigts, les poignets, les coudes et les bras. Toute la subtilité de cette arme repose sur le mariage de la souplesse et de la force afin de doser l'intensité lors de son utilisation aussi bien en impacts reçus que donnés. Il s'utilise traditionnellement par paire pour donner un maximum d'efficacité. C'est donc un exercice réclamant une parfaite coordination technique des membres supérieurs ainsi qu'un total équilibre du corps tout entier.

## Le tonfa d'intervention

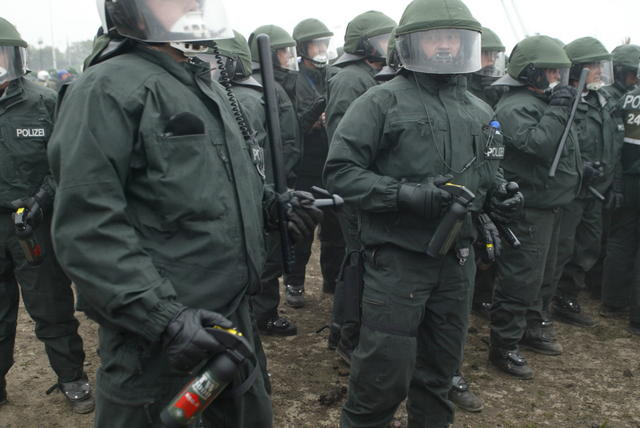
Tonfa utilisé par les forces d'intervention de la police allemande.

Les différentes vagues d'immigration venant d'Asie vers les États-Unis ont amené avec elles un bon nombre d'experts et notamment certains venus de l'île d'Okinawa. Jusque dans les années 1970, la police américaine utilisait un bâton cylindrique de 65 cm de long, de 3 cm de diamètre et d'un poids de 500 g connu par les praticiens d'arts martiaux sous le nom de Tanbō.
C'est après que certains policiers pratiquant le kobudo décidèrent de s'inspirer du tonfa d'Okinawa pour transformer leur bâton de police en y ajoutant une poignée latérale fixée au tiers de sa longueur par une vis 6 pans. Le tonfa de police était né, mais encore fallait-il revoir toute sa structure car cette nouvelle arme était dotée d'énormes possibilités techniques, mais surtout elle ne devait pas être utilisée en paire comme dans le kobudo, mais seule. Ainsi les concepteurs du tonfa de police imposèrent un nouveau revêtement avec des matériaux légers et résistant à tous les chocs. Après de nombreux essais et tests de matériaux, le corps de police des États-Unis finirent par retenir un alliage de polycarbonate, recouvrant un bâton de 60 cm de longueur, le tout injecté en une seule pièce pesant environ 700 g.

## En France

### Législation française et usage par les forces de l'ordre
En France, le tonfa est une arme classée en catégorie D. Son port est interdit sans autorisation administrative. Son transport est réglementé et ne peut se faire sans motif légitime.
Le décret no 2000-276 du 24 mars 2000 relatif à l'armement des agents de police municipale autorise ceux-ci à porter des matraques de type « bâton de défense » ou « tonfa ». Les matraques télescopiques sont d'abord restées interdites, le décret de 2000 n'autorisant pas le port d'armes dissimulées par la police municipale, mais ont été autorisées en 2013.
Au sein de la police, il est dénommé « Bâton de Défense type Tonfa », sauf chez les CRS et les membres de la BAC, où il est dénommé « BPPL » pour « Bâton de Police à Poignée Latérale » (BPPL, traduction de l'anglais « Side-Handle Police Baton »).
Également employé dans la gendarmerie sous la dénomination de « Bâton de Protection à Poignée Latérale », le BPPL n’équipe que certaines unités de gendarmerie mobile, les gendarmes départementaux disposant individuellement d'un « Bâton de Protection Télescopique » (BPT).
Les forces de l'ordre françaises ont à passer une habilitation spécifique afin de pouvoir porter le tonfa en service, à la place de la simple matraque traditionnelle.
Il peut provoquer des blessures graves, notamment à la tête.

## Cinéma et jeux vidéo
- L'Irrésitible, avec Jackie Chan qui combat avec une paire de tonfas contre 18 moines armés de bâton long (litt. « demi-bâton à 7 points », bâton de plus de 2 mètres des moines cultivant la terre du monastère Shaolin dans la province du Henan), à l'image des dix-huit arhats.
- Diaz : un crime d'État
- Dans la série télévisée Le Destin des Tortues Ninja, c'est l'arme de Raphael et dans les comics des tortues Ninja, l'arme d'enfance de Raphael (qui lui préfère ensuite les saïs).
- Dans le jeu vidéo Left 4 Dead 2, les joueurs peuvent utiliser une tonfa comme arme de corps-à-corps.
- Dans le jeu vidéo Mega Man Zero 3, Zero se bat avec une paire de tonfas à lames énergétiques. Elle lui permet de pousser les ennemis, de briser certains blocs et de rebondir sur le sol pour atteindre des lieux autrement inaccessibles.
- Dans le manga The Eminence in the Shadow, le protagoniste utilise le pied de biche à la manière d'un tonfa.
- Dans la saga de jeux vidéo The Legend of Heroes: Trails, dans l'épisode Trails From Zero, le protagoniste, Lloyd Bannings, utilise une paire de tonfas comme arme de corps-à-corps.
- Dans le jeu vidéo Mortal Kombat: Unchained, le personnage Jax utilise une paire de tonfa comme armes.